# 模型
模型（もけい）は、模した型であり、「何か」を模倣し、具象化したもの。一般的には三次元の造形物を指すが、コンピュータを用いて作成した三次元データを指す場合もある。いずれにせよ、模型の方が都合がいい場合に造られるものである。
また、自然科学の分野では「原子模型」や「標準模型」等のように自然界の構造を模式化し、説明するための"model"の訳語として「模型」が使用される場合がある。これに関してはモデル (自然科学)を参照のこと。

## 概説
模型を用いて具象化する（=形あるものにする）「何か」は具体的なものから抽象的なものまで非常に広範囲に亘る。ある事象の理解を導くために作られる模造品たる模型であるが、その「何か」の表現力が非常に優れていて他人の感情に訴えかけるものが出来た場合は芸術品に分類されることもある。芸術品の多くは大量生産されないことが前提であるが、ポップアートと呼ばれる近代芸術の発展にともないその境界は曖昧になりつつある。彫刻や彫塑が模型と呼ばれないのはその製作技法や製作過程の違いと伝統的な分類による面もあるが、最も大きい理由はこれらを作る目的が自らの芸術性の発露としてのオリジナルの作品を作ることにあり、現物の模倣たる模型と乖離しているからである。
模型をつくる目的は、まず現物を使用する場合と比較して都合がいいという点に負うが、更に大きく分けて3つある。第1は現物を解体するわけにはいかない場合に模型を作ることで模したものの存在や構造、あり方、概念などを理解しやすくするためである。この目的でつくられたものは内部構造や動作の再現も求められ、正確な複製が必要とされる。第2に現物を所有する事が困難（現物が実在しない場合も含む）な場合、模したものを所有することによって何かの代償とするためである。この目的でつくられたものには正確さと同時に外観の美しさや価格が重要となる。第3は現物が手元に置けない、或いはまだ存在しない場合、現実にあるものを模してその代用としたり、これから作ろうとするものの形状や機能などを事前に確認するため（試作品とも呼ばれる）である。
模するものを縮尺に基づいて忠実に縮小または拡大して作られた模型は、スケールモデル（縮尺模型）と呼ばれる。実物と同じ大きさで作られた模型は、レプリカ（複製、原寸模型）とも呼ばれる。また意図的に各部のバランスを変えたり、一部を誇張したりして作られた模型は、デフォルメモデルと呼ばれる。

## 用途別の模型

### 学術的な模型
主に理解のための模型であり、教育・研究の現場や、博物館の展示などで作成・使用される場合が多い。
- 巨大なものを模することでその理解や把握を容易にするもの。「太陽系の模型」「地球儀」「ジオラマ（＝町並みや地形の模型）」
- 小さなものを模することでその理解や把握を容易にするもの。「DNA模型」「分子模型」
- 抽象的な概念を立体化してその理解や把握を容易にするもの。「色立体」「重力平面のモデル」
- 現存していないものや目に見えないものを模することでその理解や研究等に活用するもの。「恐竜の復元模型」「医療用の人体模型」「過去の町並みや生活様式などの復元模型」
- 同じものを同じ素材、同じ技法で作ることでそのものの理解や技術研究に活用するもの。「土器・石器の復元模型」「ミニSL(ライブスチーム)」
- ムラージュ（moulage） - 傷病の記録や医療教育に使用された模型

研究に活用される場合は模することが目的であり完成した模型は本来は副産物と言える。コストも高く商業的な活用は難しいことが多い。しかし模した結果モデルそのものが商品価値を持った例もある。著名なものにはルービック・キューブが上げられる。また教材や研究用として近年3DCGを活用したものも多く見られる。

### 宗教的な模型
- 現存するものを模して所有することで精神的な支えとなるもの。人の形をした模型は人形と別称する。「こけし」「雛人形」「スカラベのお守り」

所有することで精神的に安心をもたらす場合、これらは形代とも呼ばれる。多くはその持ち主の希望や罪の償いなどの抽象的な意志を具現化するものであり、穢れや災厄から身を守ると信じられる。また人形にはもともとの目的が人間の代用であったものも少なくない。例えば古代の墳墓に副葬されている人形には、殉死者の身代わりに権力者の死出の供をさせる目的のものがある。雛人形も本来は祓い神事の人形であったと言われる。
- 視認できない神などを模して信仰の対象とするもの。「仏像」「ミニチュア神像」「リンガ」

多くは信仰用として必要とされる。抽象的なイメージよりも具体的な何かがあった方が理解しやすいためである。しかしそれは想像力の固定化を招くと同時に神聖なものを卑近なものに貶める行為として忌避する宗教も多い。ユダヤ教、キリスト教、イスラム教では偶像崇拝を禁止しており、特にイスラム圏では厳格に戒律が守られている。

### 工業的な模型
- 新製品を開発する際、事前にその形状や構造、機能等を確認するために作られるもの。「モックアップ」「木型」「クレイモデル」

これらは製品と同サイズで作られることが基本であるが、製品のサイズや用途によっては縮小したものや、拡大したものが作られる場合もある。
工作の容易な木材やケミカルウッド等で作られる場合が多いが、粘土や金属が使用される場合もある。
近年では、デジタルモックアップと称して３次元CADデーターでモックアップの機能の多くを代行させたり、CADデーターを光硬化樹脂等で３次元出力したものを木型として使用する場合もある。
- 建築物等で、完成時のイメージの把握を容易にするため、事前に作成され、プレゼンテーション等に使用される縮小模型。「建築模型」
- 反転して製品製造用の雌型（鋳型、金型等）を作るための、製品と同じ形状をした雄型。「原型」

原型の素材はさまざまであり、作成には高度な知識・技術・経験が要求される。雌型の製作時および製品の成型時の収縮等により、原型と製品のサイズが微妙に異なることも多く、原型製作時にはその点も考慮する必要がある。原型の素材および反転の方法によっては、雌型成作時に原型が失われる場合も有る。

### 商業用の模型
- 店のシンボルや、イメージキャラクターの店頭ディスプレイ。「ペコちゃん人形」「くいだおれ太郎」「カーネル・サンダース人形」「かに料理店店頭の巨大カニ看板」「興和のマスコットのカエル」
- 販売促進用のグッズ、記念品、おまけ、雑誌の付録（ペーパーモデル）。
- マネキン人形

### 実物の代用としての模型
- 映画の撮影などに使用するもの。「セット」「撮影用ミニチュア」
  - 小道具はプロップとよばれ、銃器をもしたものはプロップガン、またはステージガンと呼ばれる。
- アミューズメントパーク内に再現された山や、水族館の水槽の中に再現された海底などの自然を模したもの。
- 商品のサンプルとして使用するもの。内部構造まで再現したもの、商品の外装のみを使用し内部を省略したもの、食品サンプルのように外観のみを再現したものなど様々なタイプのものがある。
- 軍隊で軍艦や航空機、車両などの識別訓練に使用したもの。これをプラスチックで作る技術からプラモデルが生まれたとされる。
- ニュース番組に登場する政治家の人形や、事故機、事故現場などの模型。

### 所有のための模型
- 著名な人物や歴史上、文化的な価値を持つものの像や複製。一般にレプリカと呼ばれる。「胸像」「博物館展示品（複製）」「レプリカの鎧や兜」
- 所有することで所有の代償、もしくは所有の喜びを味わうもの。「模造刀」「無可動実銃」「モデルガン」「ミニカー」「玩具」「観光地土産」
- 自ら組み立てたり、動力で動かす喜びを味わうもの。「プラモデル」「自動車模型」「航空機模型」「鉄道模型」

所有することが目的となる模型に関しては多くは収集を趣味とするコレクターの存在により商業として成立している。
また「玩具」には実物の存在しないものが多い。著作権やオリジナリティの概念が発達した近年では「誰も見たことがないもの」を生み出すことがより商売上の問題を解決しやすいためである。

### 創作のための模型
- 彫刻やモニュメントなどを製作する際、イメージを具現化し、形状を立体として検討するために作られる小型の試作品、雛形。

美術用語ではマケット（Maquette：フランス語で模型の意味）またはボッツェット（Bozzetto：イタリア語でスケッチの意味）などと呼ばれる。一部の彫刻コンクールではマケットによる一次審査の通過者のみが実作品による二次審査に進む。

## 趣味としての模型
趣味としての模型は大きく3つに分類できる。
- 主に製作する過程と完成時の達成感を楽しむもの。「プラモデル」「ソリッドモデル」「ガレージキット」「ペーパークラフト」
- 主にコレクションしたり鑑賞したりして楽しむもの。「ミニカー」「食玩」「フィギュア」
- 主にモーターやエンジンを用いて動かして楽しむもの。「鉄道模型」「ラジコンカー」「模型飛行機」

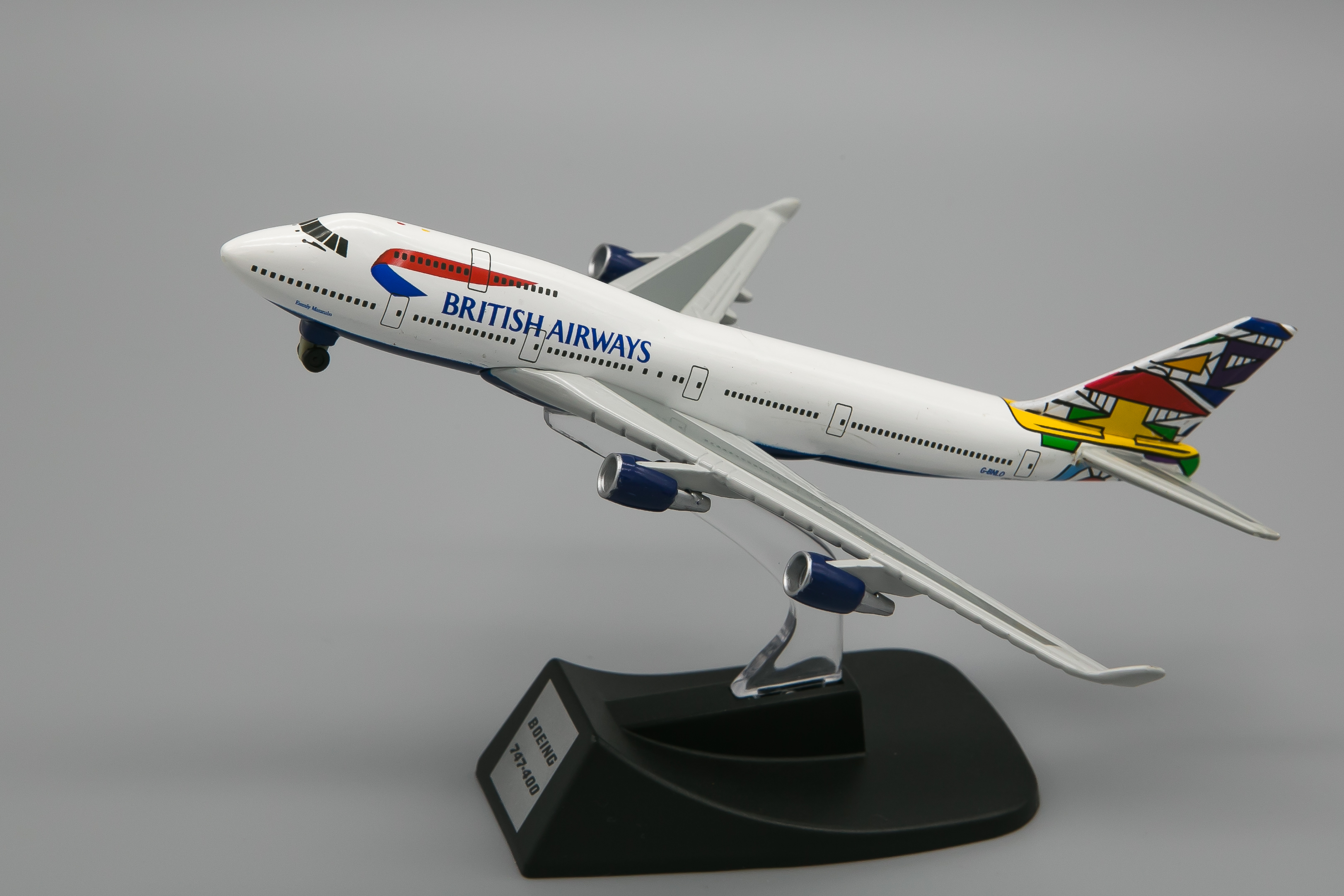
模型飛行機

これらの模型には、実在する物（飛行機、自動車等）を模したものと、想像上の物を模したものがある。実在するもの（あるいは実在しなくとも、大きさや形状が厳密に設定されているもの）を忠実に縮小して作られたものは特に、スケールモデルという。反対に実物が存在しないものは「キャラクターモデル」と呼ばれることがある。ただし、例えばガンプラのようにスケールが厳格に定められたキャラクターモデルは多数存在する。
趣味としての模型には、完成品の状態で販売されるものと、部品の状態で販売され、購入者が自ら組み立てや塗装を行うものとがある。1990年代後半以降、かつてはプラモデルやガレージキットなどの組み立て式模型が主だった分野でも、完成品模型や塗装済みキットの発売が増えている。